# Salvió blener
El salvió blener o blenera (Phlomis lychnitis) és una planta de la família de les lamiàcies (Lamiaceae).

## Descripció

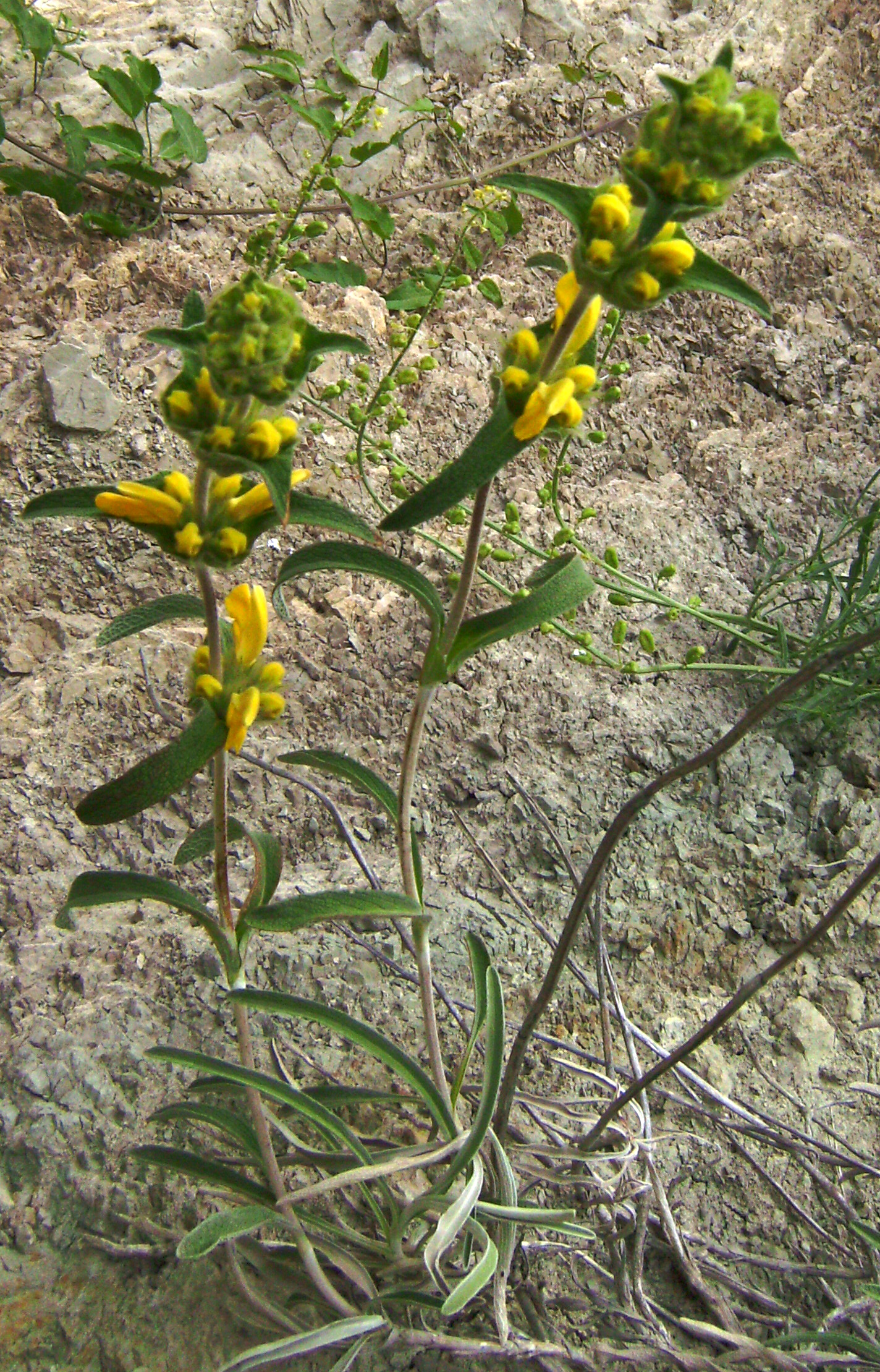
Salvió blener a Castelltallat

Semiarbust o mata pluricaule grisa de fins a 65 cm d'alt. Tija sense glàndules, tomentosa amb pèls estelats. Fulles oposades, les inferiors linears fins el·líptiques, reduïdes en un pecíol poc definit, de 5-11 cm de llargada, de marge més o menys enter. Floreix de maig a juliol amb flors en nombre de 4-10 en 4-8 verticils amb bràctees ovades de fins a 2 cm de llarg. Corol·la groga, de 2-3 cm de llarg, llavi superior en forma de casc, l'inferior trilobat. A la península Ibèrica apareix també la similar Phlomis crinita amb fulles llanoses en ambdues cares, peciolades i de fins a 11,5 cm de llarg.

## Hàbitat
Garrigues, prats secs, erms terofítics sobre calcària.

## Distribució
Conca del Mediterrani occidental, França, Portugal i Espanya. Es troba a Catalunya i el País Valencià des del nivell del mar als 1.500 metres d'altitud.